# Сибірка (Казахстан)
Сибі́рка (каз. Сібір) — село у складі Узункольського району Костанайської області Казахстану. Входить до складу Федоровського сільського округу.
Населення — 151 особа (2021; 329 у 2009, 378 у 1999, 411 у 1989).